# Creu de Mislata
La Creu de Mislata és una construcció d'estil gòtic del segle xv situada en el límit del terme municipal de Mislata (Horta Sud) amb València.

## Història
El 1411 al mateix lloc on hi ha la creu, hi havia altra diferent que va ser enderrocada el 6 de maig d'aquell any. La reconstrucció d'aquesta va començar el 28 de març del 1432. La funció que tenia era fer de duana per a València a banda de marcar la divisió dels termes municipals de Mislata i la capital. Dècades abans que avui dia, hi passava la carretera València-Madrid, on ara hi ha el Camí Vell de Xirivella i envoltada pels edificis del municipi.

## Descripció
El conjunt arquitectònic es pot diferenciar en dues parts:
La Creu: Pilar octogonal, coronat per un capitell amb escultura de vuit cares. A les cares hi podem veure en quatre d'aquestes les armes de la ciutat i en les altres quatre relleus dels sants principals de la ciutat com són Sant Miquel ,Sant Vicent, Sant Josep i la Mare de Déu dels Desamparats. La seva construcció és un ferro, ja que l'original d'estil gòtil va estar enderrocada anys enrere.
La cuculla: Recobriment de la creu cobert amb teula àrab torrada i recolzada en quatre pilars de planta rectangular. Tres dels pilars són motllures convexes, de les quals les dues exteriors acaben a l'altura de la creu en capitells gòtics, més concretament del segle xv, i en l'exterior conclou amb unpedrís rectangular amb una bola al damunt.